# خفاش میوه‌خوار سیاه
خفاش میوه‌خوار سیاه (نام علمی: Pteropus alecto) نام یک گونه از سرده روباه پرنده است.